# 400e à 301e millénaires avant le présent
1000e à 701e millénaires AP |
700e à 501e millénaires AP |
500e à 401e millénaires AP |

400e à 301e millénaires avant le présent
|
300e à 201e millénaires AP |
200e à 101e millénaires AP |
100e à 71e millénaires AP
Cet article traite de l’histoire évolutive de la lignée humaine entre 400 000 et 300 000 ans avant le présent (AP).

## Évènements
- 430 000 ans AP : époque estimée de la divergence entre lignée néandertalienne et lignée dénisovienne, par analyse génétique fondée sur la théorie de l'horloge moléculaire[1].
- 400 000 ans avant le présent (AP) : apparition discrète de la méthode de débitage Levallois, ou nucléus préparé, permettant la production d'éclats pour la fabrication d'outils[2].
- 374 000 à 337 000 ans AP : période glaciaire du stade isotopique 10[3].
- 337 000 à 300 000 ans AP : période interglaciaire du stade isotopique 9[3].

### Afrique

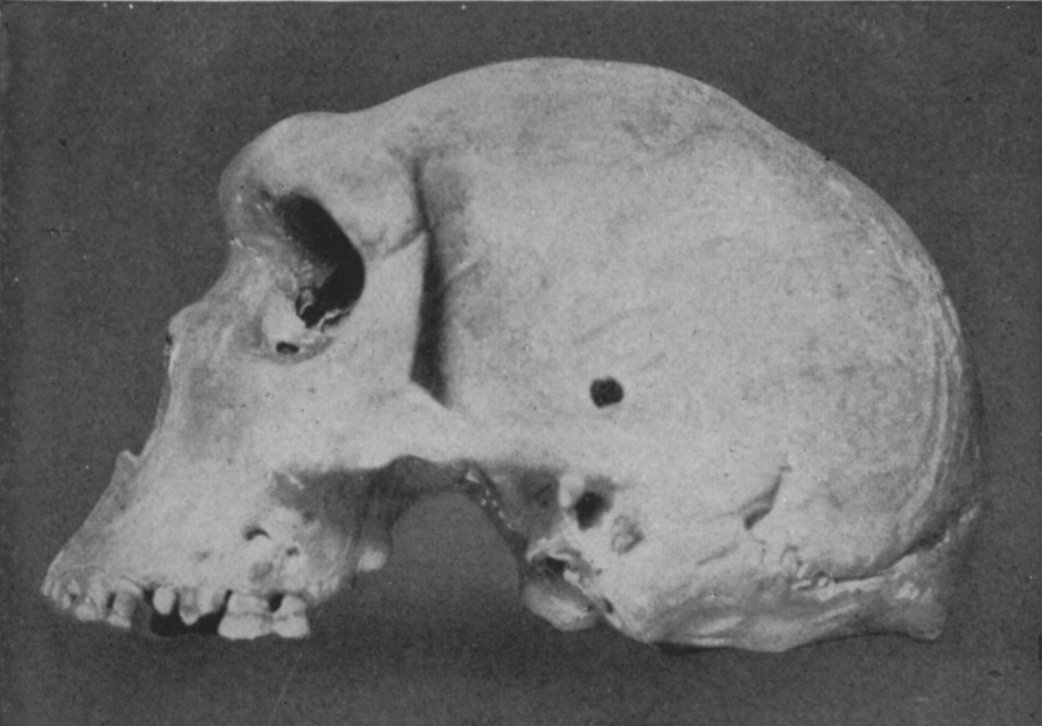
L'Homme de Kabwe

- 400 000 ans AP : Homme de Salé, crâne d’Homo rhodesiensis découvert au Maroc en 1971. Il s’agit vraisemblablement d’une jeune femme atteinte d’un torticolis congénital qui l’aurait sérieusement handicapée et qui n’aurait dû sa survie qu’à la solidarité au sein du groupe[4].
- Entre 400 000 et 350 000 ans AP : Homme de Ndutu, crâne d’Homo rhodesiensis trouvé en 1973 sur les rives du lac saisonnier salé Ndutu, en Tanzanie[4].
- Entre 400 000 et 300 000 ans AP : Homme de Kabwe (Broken Hill), crâne et ossements fossiles d’Homo rhodesiensis découverts en Zambie en 1921.
- Entre 335 000 et 236 000 ans AP : Homo naledi, espèce éteinte d'hominines de petite taille, découverte en 2015 par Lee Rogers Berger dans les grottes de Rising Star, près de Johannesbourg, en Afrique du Sud[5]. Il présente des traits le rapprochant du genre Australopithèque, avec notamment une petite taille et un faible volume crânien, mais aussi des premiers représentants du genre Homo, avec lesquels il partage d'autres caractéristiques.

### Asie
- 400 000 à 100 000 ans AP : traces d’activité humaine en Inde. Les deux centres principaux se situent dans la vallée subhimalayenne de Sohan (Pendjab) et dans celle de la Narmada. D’autres types d'industries ont été découverts en Inde du Sud, dans les vallées de la Godaveri et de la Krishna. Les pièces les plus anciennes de l’industrie lithique sont des bifaces relativement grossiers.
- 385 000 ans AP : site d'industrie lithique du Paléolithique moyen, avec méthode Levallois attestée, à Attirampakkam, près de Chennai, dans le Tamil Nadu, en Inde[6].

### Europe
- 400 000 ans AP :
  - lances de jet en bois découvertes en 1997 à Schöningen, en Allemagne, datant d'environ 400 000 ans, associées à des outils de pierre et à des ossements de chevaux portant des marques de découpe[4].
  - Homme de Swanscombe, fragments d'un crâne fossile protonéandertalien attribué à une jeune femme, découverts en 1935 à Swanscombe, dans le Kent, en Angleterre.
  - Aroeira 3, crâne fossile partiel protonéandertalien découvert en 2014 dans la grotte d'Aroeira à Torres Novas au Portugal.
  - trace d’occupation humaine, un biface acheuléen en silex, retrouvé à Angers[7].

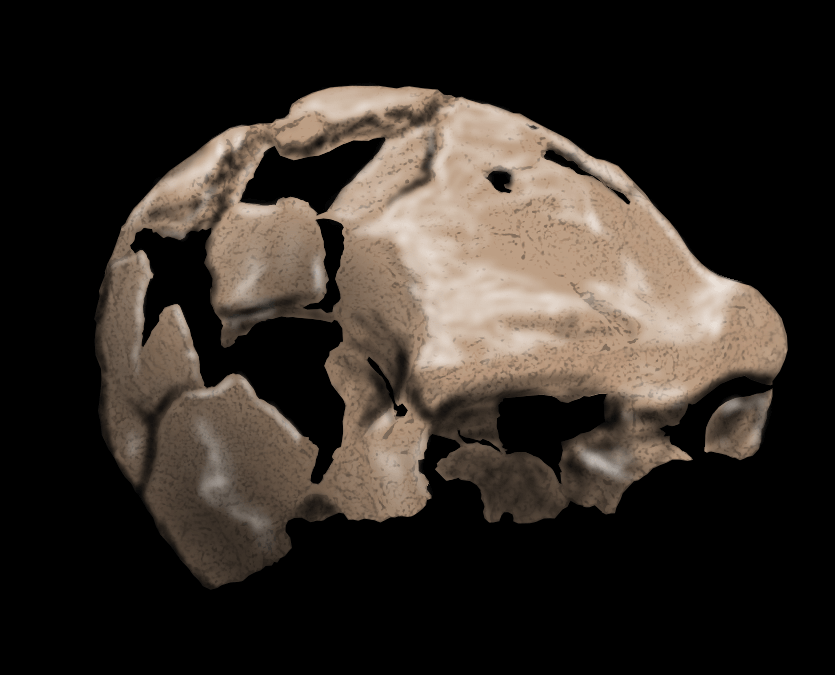
Reconstitution du crâne de Ceprano

- 380 000 ans AP : le site de Terra Amata à Nice a livré des outils lithiques de type acheuléen, ainsi que l'un des plus anciens foyers incontestables d'Europe, attestant de la domestication du feu. Les hommes auraient construit des huttes temporaires de forme ovale sur la plage[8].
- 370 000 ans AP : site lacustre de Bilzingsleben (Allemagne)[9] : dépeçage des animaux, outils de bois, huttes, secteur du travail du silex, secteur du travail du bois, usage du feu. Chasse au gros gibier (rhinocéros, éléphants, aurochs, sangliers, cerfs, chevreuils, bisons, chevaux), récolte du miel sauvage, de la résine, des noix, de baies et d’écorce, pêche.
- 353 000 ans AP : Homme de Ceprano, fragments de crâne découverts en 1994 près de Ceprano dans le Latium, datés en 2011 d'environ 353 000 ans.
- 350 000 ans AP : présence humaine attestée (dents de Néandertaliens, bifaces, foyers) sur le site archéologique de l'aven d'Orgnac, découvert dans la vallée de l'Ibie en Ardèche (France)[10].
- Entre 350 000 et 300 000 ans AP : 
  - Homme de Steinheim, crâne fossile assez déformé considéré comme protonéandertalien. La femme de Steinheim révèle des caractéristiques qui préfigurent les Néandertaliens[11].
  - Clactonien en Angleterre. Fragments d’ossements humains des sites de Clacton-on-Sea et de Swanscombe[12].
- 340 000 ans AP : site moustérien des Fieux, à Miers, dans le Lot (France)[13].
- 325 000 ans AP : site moustérien du Petit-Bost, à Neuvic, en Dordogne (France)[14].

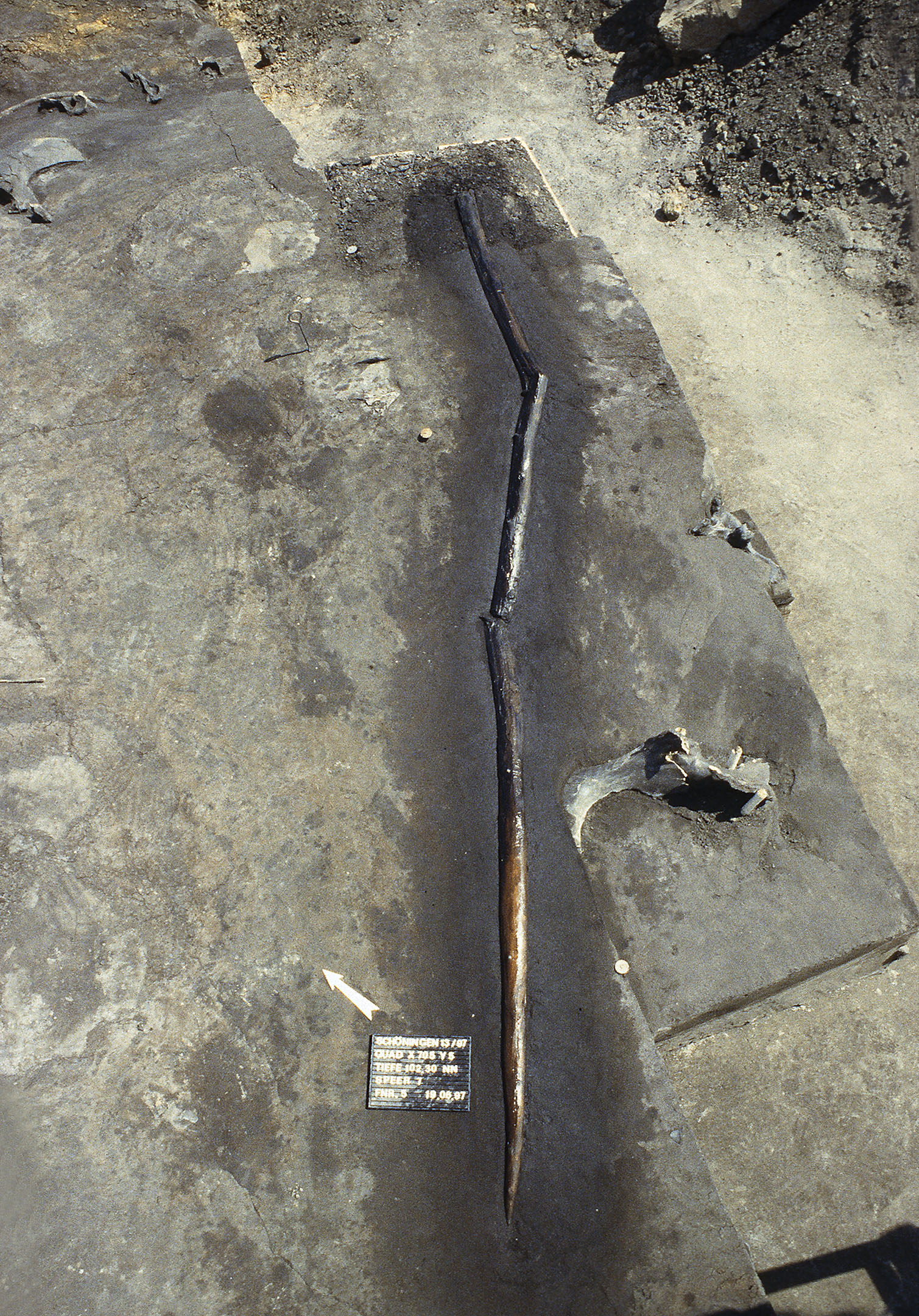
Lance de Schöningen sur le site de sa découverte
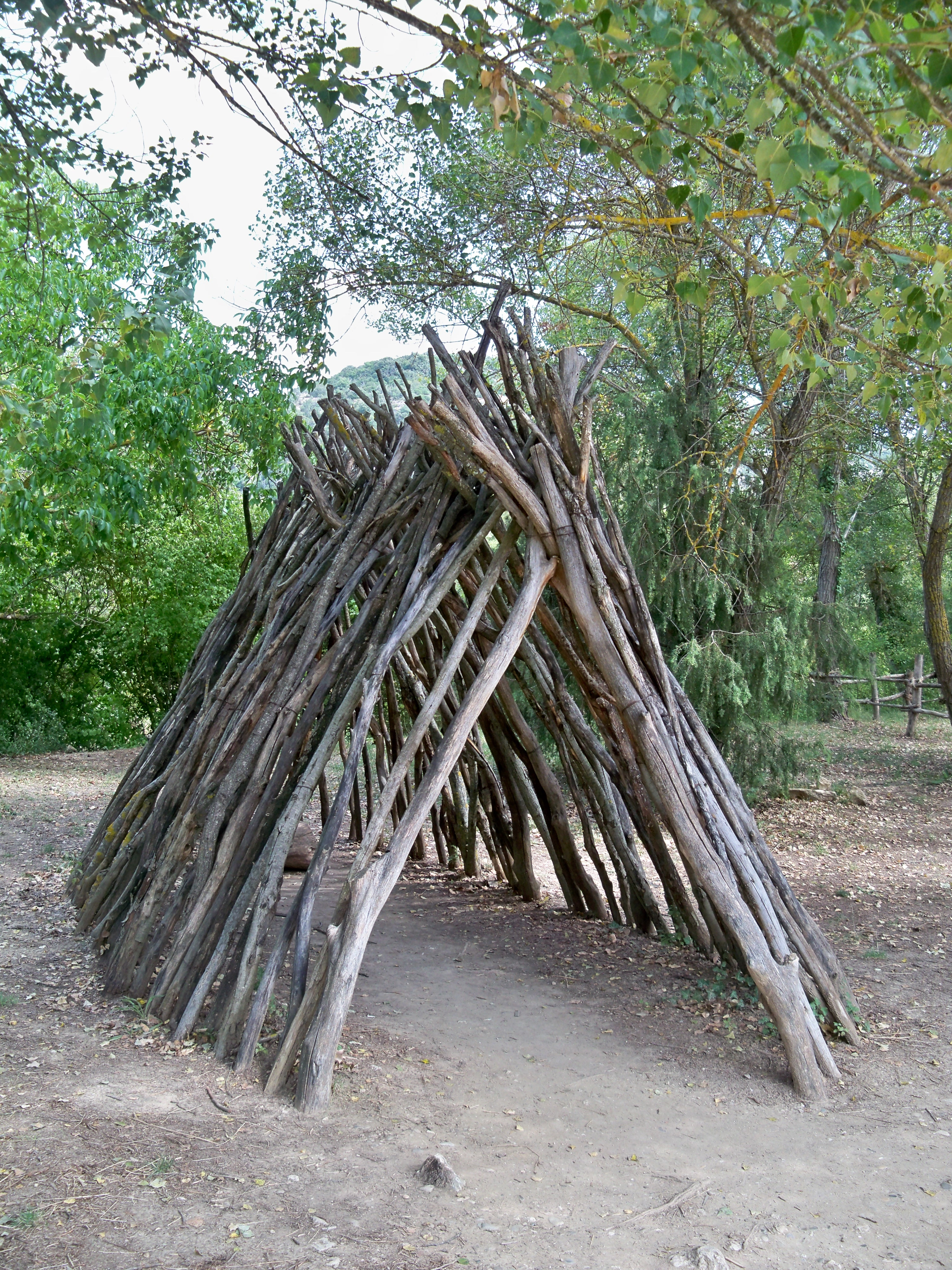
Reconstitution de la cabane de Terra Amata
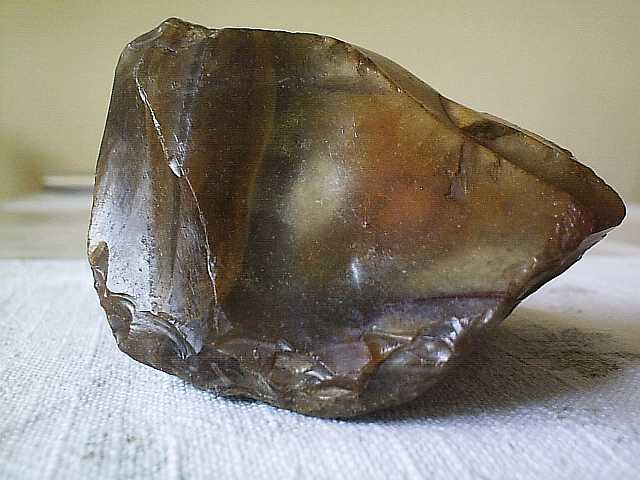
Hache à main du Clactonien datée de 350 000 ans découverte dans l'Essex